# MÁV-Baureihe M43
Die MÁV-Baureihe M43 (ab 2011 438) ist eine dieselhydraulische Lokomotive der ungarischen Staatsbahnen. Die Rangierlokomotive wurde ab 1974 in Rumänien gefertigt, um an ungarischen Bahnhöfen die Zusammenstellung von Personenzügen vorzunehmen.
Die M43 verfügt über einen Dieselmotor mit einer Leistung von 331 kW. Da diese für den Rangierdienst in Güterbahnhöfen nicht ausreichte, wurde eine auf der M43 basierende Lokomotive, die MÁV-Baureihe M47.2, in Dienst gestellt. Mit Ausnahme des Motors, welcher in der M47.2 eine Leistung von bis zu 700 kW aufbringen kann, sind die beiden Baureihen baugleich und lassen sich äußerlich nur durch die Baureihenbezeichnung unterscheiden.
Zwischen 1974 und 1979 stellte die MÁV 161 Lokomotiven dieses Typs in Dienst, drei weitere Maschinen übernahm sie später von der GySEV. Zwischen 2002 und 2003 wurden zwei Lokomotiven remotorisiert, mittlerweile wurden jedoch sämtliche M43 bei der MÁV ausgemustert. Baugleiche Maschinen sind noch heute bei einigen privaten Eisenbahnverkehrsunternehmen, besonders in Rumänien, im Einsatz. Auch die Steiermärkischen Landesbahnen sind in Besitz einer M43.

Bilder der MÁV-Baureihe M43
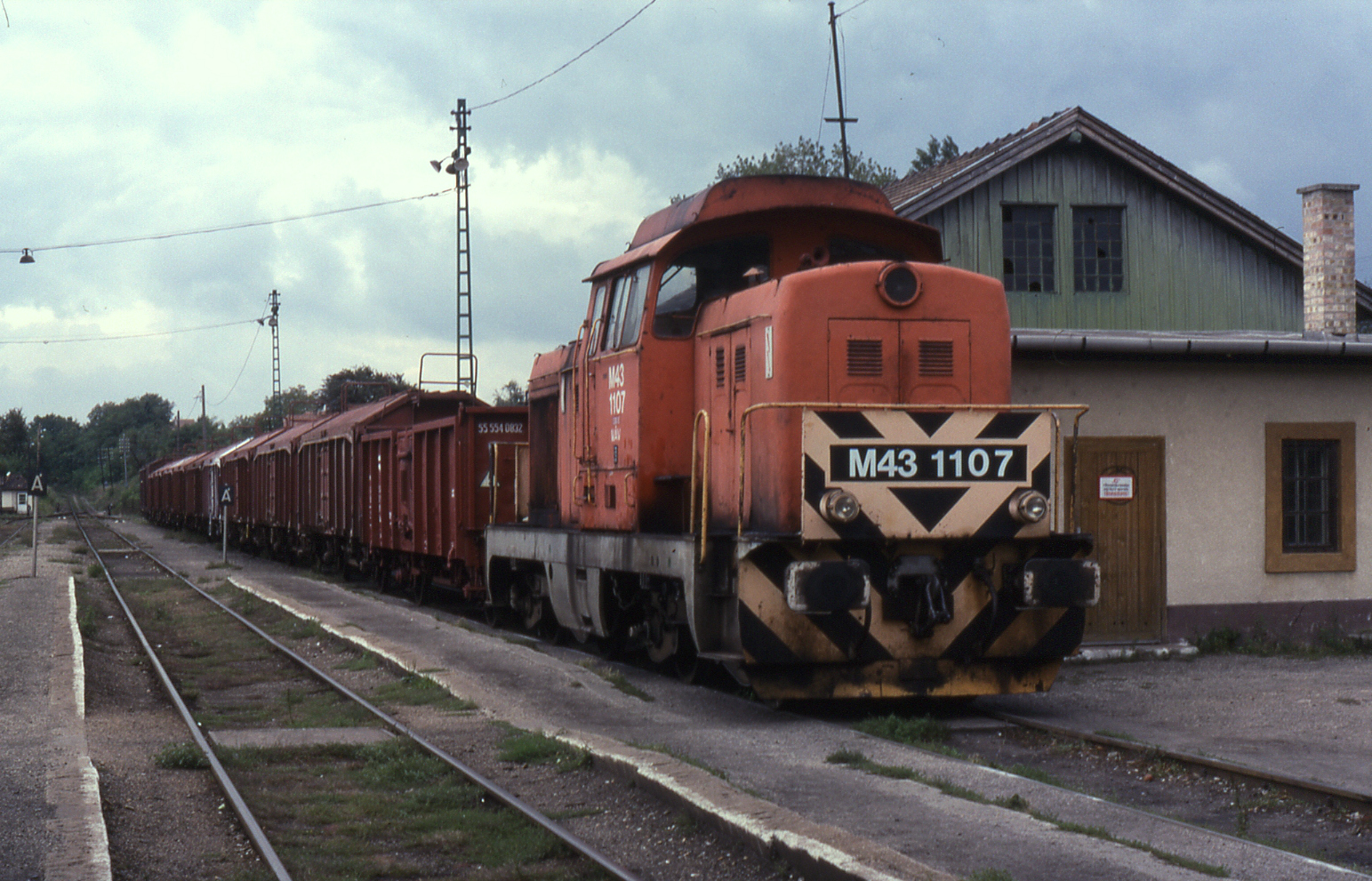
M43 1107 in Diósjenő im September 1996
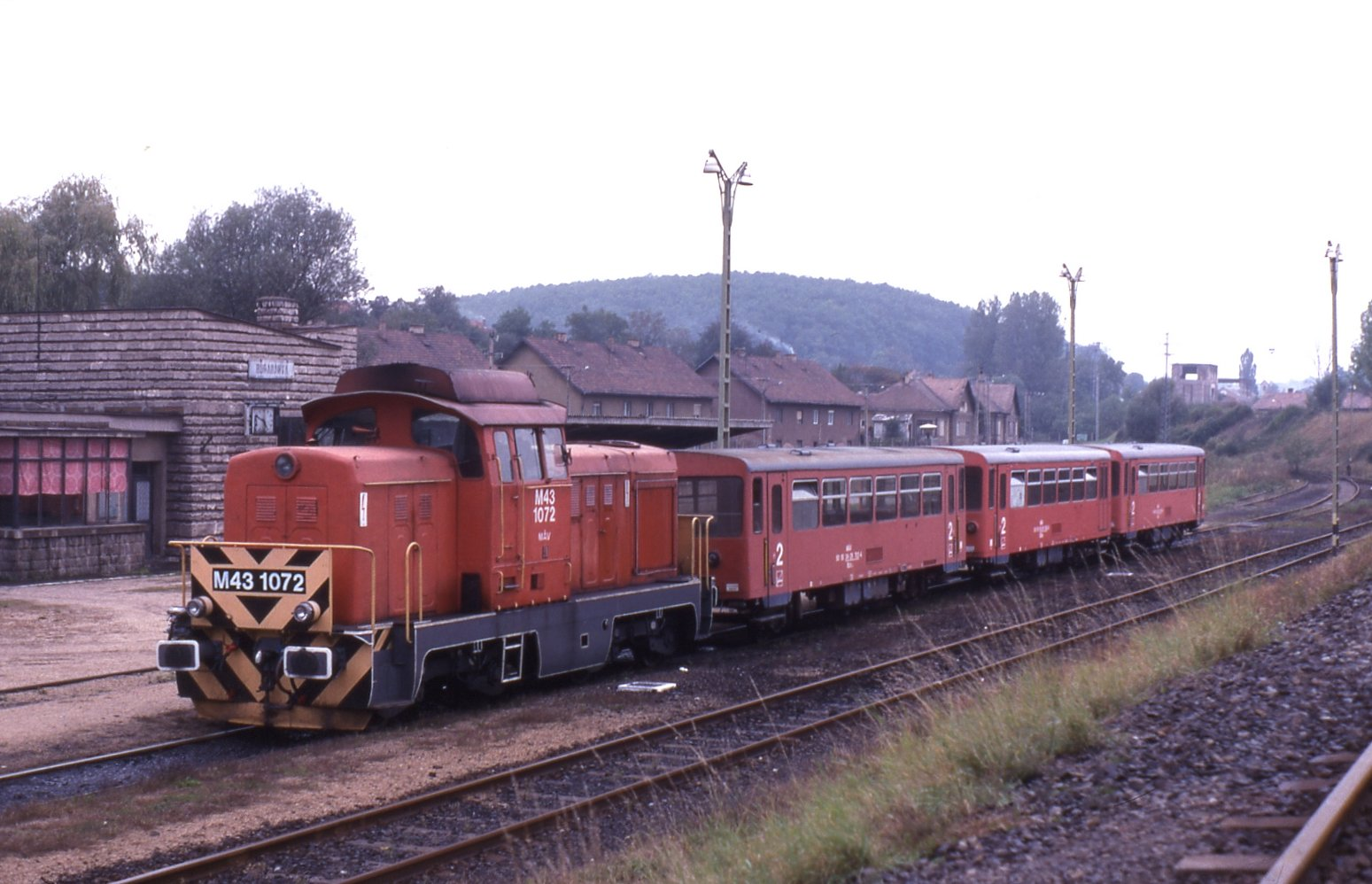
Eine M43 mit Beiwagen der Triebwagenreihe Bzmot im Jahr 1996
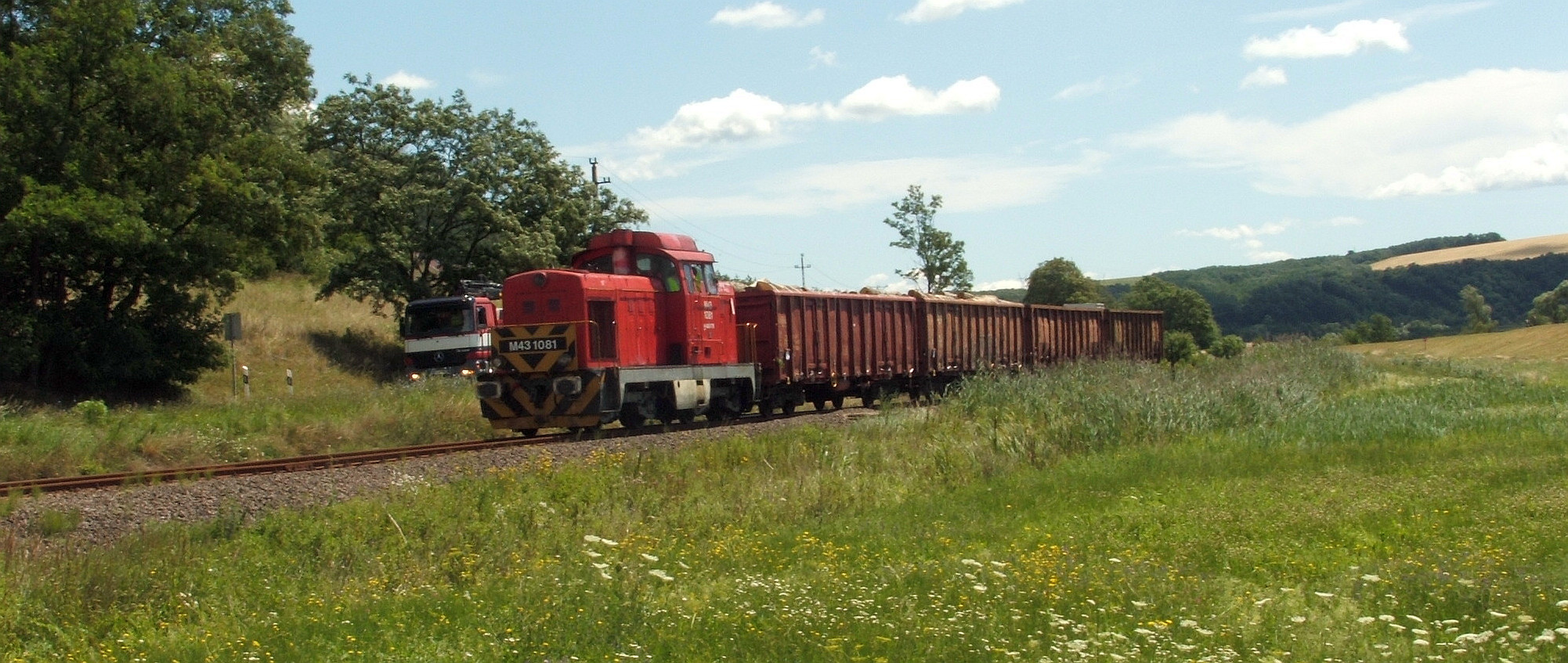
M43 1081 im Juli 2009 mit vier offenen Güterwagen